# Coria
Coria – gmina w Hiszpanii, w prowincji Cáceres, w Estramadurze, o powierzchni 103,46 km². W 2011 roku gmina liczyła 13 101 mieszkańców.